# Джетлаг (фильм)
«Джетлаг» — художественный фильм 2021 года российского режиссёра Михаила Идова с Ириной Старшенбаум, Филиппом Авдеевым и Ксенией Раппопорт в главных ролях. На его основе был создан одноимённый сериал.

## Сюжет
Главные герои фильма — Никита и Евгения, которые ссорятся в московском аэропорту и разъезжаются в разные концы света. Никита оказывается в Таиланде, а Евгения — в Берлине, где участвует в съёмках художественной ленты о Владимире Набокове. Повествование постоянно расширяется, вовлекая новых персонажей: на экране появляются тайские дауншифтеры, неудачливая актриса, снявшая московскую квартиру Никиты и Евгении, и другие.

## В ролях
- Ирина Старшенбаум — Евгения
- Филипп Авдеев — Никита Зябликов
- Ксения Раппопорт — Мелиора
- Егор Корешков
- Полина Долиндо — Маргарита
- Полина Ауг
- Мария Смольникова
- Александр Горелов — Генрих Дёмин
- Павел Ворожцов
- Даниэль Шейк — Глеб

## Создание и оценки
Авторами проекта стали супруги Идовы: Михаил выступил в роли режиссёра, Лили Идова написала сценарий. 1 июля 2021 года картина вышла в театральный прокат. В августе того же года вышел созданный на её основе сериал, включающий шесть эпизодов.
Работа была расценена как «тщеславный фильм о смешных страданиях креативного класса».
Обозреватель «Афиши Daily» Максим Сухогузов охарактеризовал «Джетлаг» как «кино без любования о больших и малых расстояниях, соблюдении и нарушении дистанции, которое чувствует эту двойственность своего положения и, с одной стороны, лелеет ту самую „новую искренность“, а с другой — не знает, что с ней сделать, потому что „душа еще не прилетела“. В том числе у самого фильма. Поэтому внешняя простота бьется с заламыванием рук».
По мнению рецензента «Кино-Театр.ру», «живых людей здесь так же мало, как России», а картина в целом выглядит как «славная перепись московских креаклов».
Обозреватель «Киноафиши» считает, что «Джетлаг» «наверняка понравится тем, кто следит за курсом современного российского кинематографа и любит наблюдать на экране переплетение нескольких историй. Изобличая определенный интеллектуальный и креативный класс, новое детище Идовых остается фильмом для всех, кто когда-либо находился на пересечении нескольких дорог и не знал, куда ему двигаться дальше».
«Комсомольская правда» картину разгромила:
В конечном итоге «Джетлаг» — сериал про очень неприятных людей, патологически не умеющих любить никого, кроме себя, доверять которым не стоит ни за что и никогда — предадут — и не один раз — и фамилию не спросят. Успокаивает одно: полной уверенности, что такие люди в самом деле существуют, нет.